# Conocephalocoris nasicus
Conocephalocoris nasicus är en insektsart som beskrevs av Knight 1927. Conocephalocoris nasicus ingår i släktet Conocephalocoris och familjen ängsskinnbaggar. Inga underarter finns listade i Catalogue of Life.